# BB 76000
 (mai 2019).
Si vous disposez d'ouvrages ou d'articles de référence ou si vous connaissez des sites web de qualité traitant du thème abordé ici, merci de compléter l'article en donnant les références utiles à sa vérifiabilité et en les liant à la section « Notes et références ».
,
Les BB 76000 sont des anciennes locomotives Diesel commandées en 2008 par la SNCF pour le fret afin de renouveler son parc vieillissant. La caisse est dérivée de la gamme TRAXX F140 DE de Bombardier.
Alors que les BB 75000 sont en cours de livraison et trop nombreuses pour le trafic marchandises français, la SNCF décide d'aller chercher du trafic à l'étranger en y assurant ses propres trains.
L'homologation des BB 75000 en Allemagne se révélant délicate, la solution jugée la plus simple fut de commander une quarantaine de locomotives Diesel d'un type déjà courant outre-Rhin : des engins de la gamme TRAXX construits par Bombardier. De tels engins, de disposition BB, sont équipés d'un moteur Diesel de 2400 kW et peuvent rouler à 140 km/h. Une tranche ferme de 45 engins, et des options sur 35 autres auraient ainsi été signées fin 2008.
Akiem, une filiale de la SNCF, devait se porter acquéreuse, mais aurait résilié sa commande au profit de quinze BR 187. Les BR 187 sont des machines bi-mode thermique/électrique homologuées en Suisse, Allemagne, et en Autriche mais pas en France. En raison des coûts d'annulation de la commande, Akiem s'est fait livrer seulement 15 locomotives sur les 45 de la commande initiale. Elles ont être livrées à partir de 2014.
Depuis, les différentes locomotives ont été revendues à l'opérateur allemand Press.